# 후도도정
후도도정(不動堂町)은 1954년까지 미야기현 도다군 중서부에 있던 정이다. 현재의 미사토정에 해당한다.

## 역사
- 1889년 4월 1일 - 정촌제 시행과 함께 구 후도도촌 단독으로 촌제를 시행하였다.
- 1950년 4월 1일 - 정으로 승격해, 후도도정이 되었다.
- 1954년 4월 1일 - 고고타정, 기타우라촌, 나카조네촌과 합병해, 새로운 고고타정이 되었다.

## 교통

### 철도
- 국철 도호쿠 본선, 리쿠우토선